# 灰色の領域
「灰色の領域」（はいいろのりょういき、イタリア語: La zona grigia、フランス語: zone grise、英語: Grey zone、グレーゾーン）は、アウシュヴィッツ＝ビルケナウ強制収容所のサヴァイヴァーであるプリーモ・レーヴィが収容所内での経験を基に提起した概念。当時強制収容所またはゲットー内でユダヤ人が置かれていた複雑な境遇あるいはその環境を表している。現在まで哲学者や歴史家により、若干の意味上の差異と独自の解釈を孕みながら用いられている。なお以下で見るように日本語では「灰色の領域」以外にも「グレーゾーン」、「グレー・ゾーン」あるいは「グレイ・ゾーン」と記されることが多い。

## 概要
レーヴィは『溺れるものと救われるもの』（2000年邦訳。原著は死の前年にあたる1986年に刊行）に収められた章「灰色の領域」でこの概念について説明している。その内容は、レーヴィ自身が囚人として体験した強制収容所という極限的環境における、ユダヤ人の虐殺を特別労務班（ゾンダーコマンド）に属したユダヤ人が補助する（ガス室の管理、死体処理など）仕組みを説明するものである。そこでユダヤ人の立場は単純に加害者と被害者に二分出来るものではないとした。そして「対独協力者」であり犠牲者でもあるユダヤ人の行動は、客観的に善悪を審判することの出来ない「灰色の領域」として扱うよう提唱した。またウッチ・ゲットーの指揮を務めたハイム・ルムコフスキのドイツ当局への協力に対しても「灰色の領域」という表現を用いて説明している。

## 解釈・評価（哲学／歴史学）
現在まで「灰色の領域」という概念は次のように哲学者あるいは歴史学者の間で言及対象となっている。
- 哲学者ジョルジョ・アガンベンはアウシュヴィッツの「証言者」としてレーヴィの存在及びその著作を引き合いに出しながら、「かれにとって重要なのは、審判を下すことではない。ましてや赦すことではない」と述べている。またその一方で、「かれの関心を惹いているのは、審判が不可能なもの、犠牲者が処刑者となり、処刑者が犠牲者となるグレイ・ゾーンだけであるように見える」という言辞で以て「灰色の領域」の特徴をまとめている[2]。ただし歴史学研究の記述や映像作品における強制収容所内の「特権」ユダヤ人の表象について研究したアダム・ブラウンは、加害者と被害者の境界を曖昧にするアガンベンの説明はレーヴィの「灰色の領域」の定義から幾分乖離したものと述べている[3]。
- イリノイ大学歴史学部に所属するポシェク・フー Poshek Fu は、「灰色の領域」の概念を日本占領期の上海における中国知識人の対応を分析するにあたり用いている。その際彼らの間に「抵抗 resistance」、「協力 collaboration」以外に「忍従・隠遁 passivity」という行動原理が存在した旨述べている[4]。またフランス現代史を専門とする渡辺和行も、「灰色の領域」に由来する「グレー・ゾーン」の概念を用いながら、ヴィシー政権下のフランスで見られた知識人の時局に応じた行動様式の変化を分類している[5]。